# ドラゴンボール 神 BEST
『ドラゴンボール 神 BEST』（DRAGON BALL かみ ベスト）は、テレビアニメ「ドラゴンボール」シリーズのベスト・アルバム。2016年2月24日に発売。発売元は日本コロムビア。

## 背景・録音
鳥山明原作の漫画『ドラゴンボール』がテレビ放送され30周年を迎える2016年に発売されたアルバム。1986年の初代のオープニング曲「魔訶不思議アドベンチャー!」から、2016年1月から放送された『ドラゴンボール超』のオープニング曲「超絶☆ダイナミック!」までが収録された。しかし『ドラゴンボールGT』の初代エンディング曲であるDEENの「ひとりじゃない」、2代目エンディング曲であるZARDの「Don't you see!」、『ドラゴンボール改』の4代目エンディング曲である家入レオの「純情」は未収録である。

## リリース
本作は通常盤と初回限定盤の2種類あり、初回限定盤には、テレビで放送されたオープニング映像（テロップや歌詞はカットした映像）を収録したDVDが付属となっている。

## 収録曲
- タイトル表記やタイアップなどは、公式サイトに従う。
- テレビアニメ放送系列は全てフジテレビとする。

### CD

#### DISC1
1. 魔訶不思議アドベンチャー!
:高橋洋樹
『ドラゴンボール』 オープニング曲。
2. ロマンティックあげるよ
:橋本潮
『ドラゴンボール』 エンディング曲。
3. CHA-LA HEAD-CHA-LA
:影山ヒロノブ
『ドラゴンボールZ』 初代オープニング曲。
4. WE GOTTA POWER
:影山ヒロノブ
『ドラゴンボールZ』 2代目オープニング曲。
5. でてこい とびきり ZENKAIパワー!
:MANNA
『ドラゴンボールZ』 エンディング曲。
6. 僕達は天使だった
:影山ヒロノブ
『ドラゴンボールZ』 2代目エンディング曲。
7. 光の旅
:影山ヒロノブ、KUKO
『ドラゴンボールZ たったひとりの最終決戦〜フリーザに挑んだZ戦士 孫悟空の父〜』 エンディング曲。
8. 青い風のHOPE
:影山ヒロノブ
『ドラゴンボールZ 絶望への反抗!!残された超戦士・悟飯とトランクス』 エンディング曲。
9. ドラゴンボール伝説
:高橋洋樹
映画『ドラゴンボール 摩訶不思議大冒険』 エンディング曲。
10. 戦(I・KU・SA)
:影山ヒロノブ
映画『ドラゴンボールZ この世で一番強いヤツ』 エンディング曲。
11. まるごと
:影山ヒロノブ、Ammy
映画『ドラゴンボールZ 地球まるごと超決戦』 エンディング曲。
12. 『ヤ』 なことには元気玉!!
:影山ヒロノブ
映画『ドラゴンボールZ 超サイヤ人だ孫悟空』 エンディング曲。
13. とびっきりの最強対最強
:影山ヒロノブ、Ammy
映画『ドラゴンボールZ とびっきりの最強対最強』 エンディング曲。
14. HERO(キミがヒーロー)
:影山ヒロノブ&YUKA
映画『ドラゴンボールZ 激突!!100億パワーの戦士たち』 エンディング曲。
15. GIRI GIRI －世界極限－
:影山ヒロノブ&YUKA
映画『ドラゴンボールZ 極限バトル!!三大超サイヤ人』 エンディング曲。
16. バーニング・ファイト－熱戦・烈戦・超激戦－
:影山ヒロノブ&YUKA
映画『ドラゴンボールZ 燃えつきろ!!熱戦・烈戦・超激戦』 エンディング曲。
17. 銀河を超えてライジング・ハイ
:影山ヒロノブ
映画『ドラゴンボールZ 銀河ギリギリ!!ぶっちぎりの凄い奴』 エンディング曲。
18. 奇蹟のビッグ・ファイト
:影山ヒロノブ
映画『ドラゴンボールZ 危険なふたり!超戦士はねむれない』 エンディング曲。
19. ドラゴンパワー∞
:影山ヒロノブ
映画『ドラゴンボールZ 超戦士撃破!!勝つのはオレだ』 エンディング曲。

#### DISC2
1. DAN DAN 心魅かれてく
:FIELD OF VIEW
『ドラゴンボールGT』 オープニング曲。
2. Blue Velvet
:工藤静香
『ドラゴンボールGT』 3代目エンディング曲。
3. 錆びついたマシンガンで今を撃ち抜こう
:WANDS
『ドラゴンボールGT』 4代目エンディング曲。
4. Dragon Soul
:谷本貴義
『ドラゴンボール改』 初代オープニング曲。
5. Yeah! Break! Care! Break!
:谷本隆義
『ドラゴンボール改』 初代エンディング曲。
6. 心の羽根
:チームドラゴン from AKB48
『ドラゴンボール改』 2代目エンディング曲。
7. 空・前・絶・後
:谷本隆義
『ドラゴンボール改』 2代目オープニング曲。
8. 拝啓、ツラツストラ
:グッドモーニングアメリカ
『ドラゴンボール改』 3代目エンディング曲。
9. Oh Yeah!!!!!!!
:Czecho No Republic
『ドラゴンボール改』 5代目エンディング曲。
10. GALAXY
:キュウソネコカミ
『ドラゴンボール改』 6代目エンディング曲。
11. Don't Let Me Down
:Gacharic Spin
『ドラゴンボール改』 7代目エンディング曲。
12. 超絶☆ダイナミック!
:吉井和哉
『ドラゴンボール超』 初代オープニング曲。
13. ハローハローハロー
:グッドモーニングアメリカ
『ドラゴンボール超』 初代エンディング曲。
14. スターリングスター
:KEYTALK
『ドラゴンボール超』 2代目エンディング曲。
15. 薄紅
:LACCO TOWER
『ドラゴンボール超』 3代目エンディング曲)
16. 最強のフュージョン
:影山ヒロノブ
映画『ドラゴンボールZ 復活のフュージョン!!悟空とベジータ』 エンディング曲。
17. 俺がやらなきゃ誰がやる
:影山ヒロノブ
映画『ドラゴンボールZ 龍拳爆発!!悟空がやらねば誰がやる』 エンディング曲。
18. CHA-LA HEAD-CHA-LA
:FLOW
映画『ドラゴンボールZ 神と神』 主題歌。
FLOWのカバーバージョンである。
19. 『Z』の誓い - Movie Ver. -
:ももいろクローバーZ
映画『ドラゴンボールZ 復活の「F」』 主題歌。

### DVD
- 初回限定盤のみ付属であり、内容はテレビアニメで放送されたオープニング映像が収録されている(『GT』以外はノンクレジット映像)。

1. 魔訶不思議アドベンチャー!
2. CHA-LA HEAD-CHA-LA
3. WE GOTTA POWER
4. DAN DAN 心魅かれてく
5. Dragon Soul
6. 空・前・絶・後 Kuu-Zen-Zetsu-Go
7. 超絶☆ダイナミック!